# Заріччя (гміна)
Гміна Заріччя (пол. Gmina Zarzecze) — сільська гміна у східній Польщі. Належить до Переворського повіту Підкарпатського воєводства.
Станом на 31 грудня 2011 у гміні проживало 7183 особи.

## Площа
Згідно з даними за 2007 рік площа гміни становила 49.24 км², у тому числі:
- орні землі: 82.00%
- ліси: 9.00%

Таким чином, площа гміни становить 7.05% площі повіту.

## Населення
Станом на 31 грудня 2011:
| Опис     | Загалом | Загалом | Чоловіки | Чоловіки | Жінки | Жінки |
| -------- | ------- | ------- | -------- | -------- | ----- | ----- |
| одиниця  | осіб    | %       | осіб     | %        | осіб  | %     |
| все      | 7183    | 100     | 3547     | 49.38    | 3636  | 50.62 |
| міське   | 0       | 100     | 0        |          | 0     |       |
| сільське | 7183    | 100     | 3547     | 49.38    | 3636  | 50.62 |

## Солтиства
- Киселів
- Лапаївка
- Мацьківка
- Полнятичі
- Рожнятів
- Сіннів
- Залісся Журівське
- Заріччя
- Журовички

## Сусідні гміни
Гміна Зажече межує з такими гмінами: Каньчуга, Павлосюв, Переворськ, Переворськ, Прухник, Розьвениця.